# 踊る大捜査線 秋の犯罪撲滅スペシャル
『踊る大捜査線 秋の犯罪撲滅スペシャル』（おどるだいそうさせん あきのはんざいぼくめつスペシャル）は、1998年10月6日にフジテレビで放送されたスペシャルドラマ。ハイビジョン制作。1998年12月22日には「完璧版」が放送された（未ソフト化。一部編集・音楽のほか、冒頭のダイジェスト挿入など、「完全版」とは異なる）。TVシリーズから演出を担当した、澤田鎌作が「踊る」シリーズに参加した最後の作品である。
キャッチコピーは「マズいっス!」と「え、また事件っスか。」。

## ストーリー
1998年10月、会社内連続婦女暴行事件の内偵捜査を終えた青島は、約1ヶ月ぶりに湾岸警察署に戻った。その矢先、管轄内で放火殺人未遂事件が発生し、青島も捜査に駆り出される。湾岸警察署に特別捜査本部が設置され、第1回捜査会議が始まった。しかしその最中、被疑者が逮捕されたとの知らせが入り、青島は意気消沈する。
さらに、本部を指揮する新城管理官から青島は目の敵にされ、苦手な裏付け捜査を命じられる。その後、被疑者の供述により、被害者の恋人である相良純子という女性が犯行を依頼していたことが判明する。
程なくして純子は成田空港で逮捕され、身柄を引き取りに向かう捜査一課の南刑事のもとへ、青島、すみれ、真下の3人が同行することになった。ところが、護送中に立ち寄った店で強盗事件が発生。その混乱に乗じて、純子は逃走してしまう。
さらに、すみれに逃走幇助の疑いがかけられ、警察庁首席監察官となっていた室井がその調査を命じられる。湾岸署を訪れた室井はすみれを聴取するが、なぜか、すみれは釈然としない様子だった。
純子がすみれに接触を図る可能性が考慮され、室井は青島と和久にすみれの監視を命じる。しかし、なかなか純子は姿を現さず、依然として行方は掴めない。すみれに監視されていることに気づかれた和久は監視を降りてしまい、青島は一人で監視を続ける。しかし、それも束の間、青島は捜査妨害の疑いをかけられ、今度は真下と雪乃が青島を監視するという事態に陥る。
そんな中、ついに純子がすみれに連絡を取ってくる。

## キャスト
- 青島俊作（湾岸署刑事課強行犯係・巡査部長） - 織田裕二
- 室井慎次（警察庁首席監察官・警視正） - 柳葉敏郎
- 恩田すみれ（湾岸署刑事課盗犯係・巡査部長）- 深津絵里
- 真下正義（湾岸署刑事課課長代理・警部） - ユースケ・サンタマリア
- 柏木雪乃（湾岸署交通課・巡査） - 水野美紀
- 和久平八郎（湾岸署刑事課・指導員）- いかりや長介
- スリーアミーゴス
  - 袴田健吾課長（湾岸署刑事課課長・警部） - 小野武彦
  - 秋山副署長（湾岸署副署長・警視） - 斉藤暁
  - 神田署長（湾岸署署長・警視正） - 北村総一朗
- 新城賢太郎（警視庁刑事部捜査第一課強行犯捜査担当管理官・警視）- 筧利夫
- 警視庁刑事部長 - 西岡徳馬
- 魚住二郎（湾岸署刑事課強行犯係係長・警部補）- 佐戸井けん太
- 中西修（湾岸署刑事課盗犯係係長・警部補） - 小林すすむ
- 緒方薫（湾岸署地域課・巡査部長）- 甲本雅裕
- 森下孝治（湾岸署地域課・巡査部長） - 遠山俊也
- 相良純子 - 大塚寧々
- 柏田郁夫 - 宮藤官九郎
- 橋本正史 - 山本密
- 東京消防庁予防部主任火災調査官 - 萩原流行
- 南捜査員（警視庁刑事部捜査第一課・警部補）-池内万作
- 島津（警視庁刑事部捜査第一課課長・警視正） - 浜田晃
- りんかい線職員 - 高木ブー
- 従業員の女 - 長野里美
- 強盗1 - デビット伊東
- 強盗2 - 定岡正二
- 女子社員(トモコ) - 畑野浩子
- 部長 - 深水三章
- 暴行犯(課長) - 島田洋八
- 銀行幹部 - 大塚周夫
- 女を泣かせた男 - 大倉孝二
- 初老の制服警官 - 沼田爆
- 池神静夫（警察庁刑事局長） - 津嘉山正種
- 渡瀬 - 光石研
- 会計課長 - 温水洋一
- 佐々木典子 - 篠原涼子
- 石井トミコ
- 武野功雄
- 江良潤
- 中根徹
- 正名僕蔵
- 衛藤康次
- 山下裕子
- 星野有香
- 星川なぎね
- 児玉多恵子
- 矢原いずみ
- 峯村リエ
- 森喜行
- 田中龍

## スタッフ
- 演出 - 澤田鎌作
- プロデュース - 亀山千広、東海林秀文
- 脚本 - 君塚良一
- 音楽 - 松本晃彦
- 主題歌 - Love Somebody (CINEMA version)

## ソフトウエア

### 書籍
- シナリオ集
  - 踊る大捜査線 湾岸警察署事件簿 （キネマ旬報社キネ旬ムック 1998年10月31日）ISBN 4-87376-505-6

秋の犯罪撲滅スペシャルのシナリオを収録
  - 踊る大捜査線THE MOVIE シナリオガイドブック（キネマ旬報社キネ旬ムック 1999年4月17日）ISBN 4873765129

秋の犯罪撲滅スペシャル（完璧版）のシナリオを収録
- ノベライズ本
  - 踊る大捜査線スペシャル（フジテレビ出版、1998年10月） ISBN 4594025951
  - 踊る大捜査線スペシャル（扶桑社文庫　フジテレビ出版、2003年5月30日） ISBN 459403991X

### VHS
- 踊る大捜査線 秋の犯罪撲滅スペシャル完全版（ポニーキャニオン、1998年11月18日）

### DVD
- 踊る大捜査線 秋の犯罪撲滅スペシャル完全版（ポニーキャニオン、2001年1月17日）

## 備考
- 踊る大捜査線 THE MOVIEでは、袴田が『この間の放火殺人未遂事件で捜査本部を立てたから予算がない』と、今作に触れる発言をしていた。
- 本放送時、放送開始に編集が間に合わなかったため、編集済みの前半部分のみを先に渡し、放送中に後半を編集し放送するという手段を取った。そのため、本放送版の他に完全版、完璧版といくつかのバージョンがある。